# N823 (België)
De N823 is een gewestweg in de Belgische provincie Luxemburg. De route verbindt de N68 in Vielsalm met de N827 in Beho. De route heeft een lengte van ongeveer 13 kilometer.

## Plaatsen langs de N823
- Vielsalm
- Neuville
- Commanster
- Beho